# Нильссон, Пер Элис Альберт
Пер Элис Альберт Нильссон (швед. Per Elis Albert Nilsson; 4 января 1890, Стокгольм — 18 июня 1964, Стокгольм) — шведский гимнаст, чемпион летних Олимпийских игр 1912 года в командном первенстве по шведской системе.